# 印度理工學院
印度理工學院，是由印度政府所建設的自治工程與技術教学、研究學院，位于印度各地。印度理工学院受印度法律1961年理工学院法管辖，其认定學院为「国家重要学院」（英語：Institutes of National Importance），在全国共设有23所校区，被认为是印度顶尖的理工学院。每所 IIT 均为自治机关，但所有学院有共同的理事会（英語：IIT Council），负责其行政管理。
至2021年，印度理工学院有学生16,232人。最早的印度理工學院1951年創立在西孟加拉邦，創建學院的主要原因，是印度政府剛從大英帝國得到獨立，認為必需要培養及訓練科學家和工程師。

## 校区

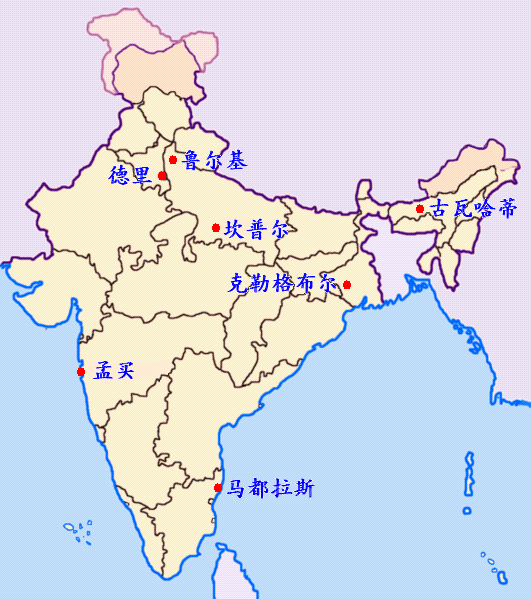
印度理工學院7个老校区之地點

印度理工各學院的位置如下：
| 校名                         | 照片 | 简称      | 成立年            | 城市         | 邦             | 网址               |
| ---------------------------- | ---- | --------- | ----------------- | ------------ | -------------- | ------------------ |
| 印度理工學院布巴内斯瓦尔校区 |      | IITBBS    | 2008              | 布巴內什瓦爾 | 奥里萨邦       | www.iitbbs.ac.in   |
| 印度理工學院孟买校区         |      | IITB      | 1958              | 孟买         | 馬哈拉施特拉邦 | www.iitb.ac.in     |
| 印度理工學院德里校区         |      | IITD      | 1963‡(1961年创建) | 新德里       | 德里           | www.iitd.ac.in     |
| 印度理工學院甘地纳加尔校区   |      | IITGN     | 2008              | 甘地纳加尔   | 古吉拉特邦     | www.iitgn.ac.in    |
| 印度理工學院瓜哈提校区       |      | IITG      | 1994              | 古瓦哈提     | 阿薩姆邦       | www.iitg.ac.in     |
| 印度理工學院海得拉巴校区     |      | IITH      | 2008              | 海得拉巴     | 安得拉邦       | www.iith.ac.in     |
| 印度理工學院印多尔校区       |      | IITI      | 2009              | 印多尔       | 中央邦         | www.iiti.ac.in     |
| 印度理工學院焦特布尔校区     |      | IITJ      | 2008              | 焦特布尔     | 拉賈斯坦邦     | www.iitj.ac.in     |
| 印度理工學院坎普尔校区       |      | IITK      | 1959              | 坎普爾       | 北方邦         | www.iitk.ac.in     |
| 克勒格布爾印度理工學院       |      | IITKGP    | 1951              | 克勒格布爾   | 西孟加拉邦     | www.iitkgp.ac.in   |
| 印度理工學院马德拉斯分校     |      | IITM      | 1959              | 金奈         | 泰米爾納德邦   | www.iitm.ac.in     |
| 印度理工學院曼迪校区         |      | IIT Mandi | 2009              | 曼迪         | 喜馬偕爾邦     | www.iitmandi.ac.in |
| 印度理工學院巴特那校区       |      | IITP      | 2008              | 巴特那       | 比哈爾邦       | www.iitp.ac.in     |
| 印度理工學院鲁尔基校区       |      | IITR      | 2001‡(1847年创建) | 羅奧爾凱埃   | 北安查爾邦     | www.iitr.ac.in     |
| 印度理工學院罗巴尔校区       |      | IITRPR    | 2008              | 鲁普纳加尔   | 印度旁遮普邦   | www.iitrpr.ac.in   |
| 印度理工學院瓦拉纳西校区     |      | IIT(BHU)  | 2012‡(1919年创建) | 瓦拉纳西     | 北方邦         | www.iitbhu.ac.in   |

‡ – 转变为印度理工學院的年代

## 入學選拔考試（JEE）
截至2021年，印度理工学院有23所校区，该年的学位约16,232人。印度理工学院主要通过入学考试选拔，即 JEE（Joint Entrance Examination，联合入学考试）。JEE 分为两轮：Joint Entrance Examination – Main 及 
Joint Entrance Examination – Advanced。其中，JEE Main 的考试成绩可以用于国立理工学院、国立信息技术学院等大学的入学，也同时负责筛选得以参加 JEE Advanced 的考生。IIT 的入学则取决于 JEE Advanced 的成绩。2018 年，有 100 万人参加 JEE Main 考试，其中 22.4 万允许参加 JEE Advanced 考试，竞争 11,279 个 IIT 学位。
除 JEE 外，学生一般还需在高中毕业考试（英語：Class XII Board Examination）中分数值在 75% 以上，或成绩排列为前 20%，但在 2020 年暂时取消此要求，只需高中毕业考试合格。
IIT 对部分弱势群体实行优惠性配额制度，设有15%的表列种姓保留席位、7.5%的表列部落保留席位、5%的残障人士（英語：Persons with Disability (PwD)）保留席位。此外，IIT 专设 20%的额外学位给予女性考生。

## 外部連結
- 官方网站 IIT Council